# Мекица
Мекицe су традиционално јело од умесеног теста направљеног од јогурта који се пржи у дубоком пржењу. Праве се од брашна, јаја, јогурта, воде, соли и уља. У Србији се зову мекике или питуљица. Слични су мађарском лангошу  и британском јоркширском пудингу. Мекица је конвенционално јело за доручак.

## Припрема
Након што се тесто дигне, исече се на лоптице, рашири у равне кругове и пржи на уљу. У неким рецептима могу се користити квасац, сода бикарбона, млеко или јогурт. Рецепт из Силистре укључује јогурт и соду за хлеб, један из села у околини Старе Загоре користи квасац и јогурт, а рецепт из Ајтоса предлаже квасац и млеко. Један од најстаријих познатих рецепата садржи само квасац, брашно, со и шећер и користи воду као једини влажни састојак. Препоручљиво је да се мекици пре пржења обликују мокрим или науљеним рукама, користећи најчешће биљно уље.
Када се сервира, мекица се често посипа шећером у праху или украшава џемом, медом или сирем. Може се јести и са јогуртом.

## Варијације
У Северној Македонији се јело припрема недељу дана након рођења детета. Традиција каже да треба да буде у кући у којој ће беба живети, али данас се та прослава најчешће дешава у ресторанима.
Индијски наан има исти укус и састојке као мекица, али једина разлика је у томе што се наан пече у традиционалној глиненој пећи, званој тандор.
У Канади су популарни даброви репови (енгл. BeaverTails, фр. Queues de Castor) који су малтене идентични слаткој варијанти мекица, само што се тесто издужује да заличи на дабров реп. Надева се најчешће шећером у праху или чоколадом.
Лангош представља мађарску верзију мекица и спрема се скоро идентично као и "обичне" мекице. У Војводини, где се мекице (тамо познате као мекике) преклапају са лангошем, лангош се често назива "мађарским мекикама" иако начелно и нема неке разлике између ове две верзије јела.

## Историја
Јело је измишљено у 5. веку у данашњој Бугарској, и даље је актуелно и популарно у бугарским, македонским и српским регионима и уобичајено је јело културе. Име је изведено из словенског корена мек, који се односи на текстуру јела. –ица је словенски суфикс женског рода.